# 岡庭裕貴
岡庭 裕貴（おかにわ ゆうき、1995年1月3日 - ）は、東京都出身のプロサッカー選手。ポジションはミッドフィールダー(MF)。

## 来歴
横河武蔵野FCユースから東京農業大学に進学。2017年、ザスパクサツ群馬にアマチュア契約にて入団。
2月26日のJ2リーグ第1節、V・ファーレン長崎戦でJリーグ初出場を果たす。10節終了時点で9試合に出場し、5月1日付けでプロ契約を締結した。2018年シーズン終了後、契約満了により退団。同年12月12日、フクダ電子アリーナで行われたJリーグ合同トライアウトに出場した。
2019年、東京ユナイテッドFCへ移籍。
2020年、栃木シティFCへ完全移籍。2020年シーズンは、4アシストをあげて関東サッカーリーグ1部のアシスト王（6人同率）に選出された。
2022年シーズン、関東サッカーリーグ1部ベストイレブンに選出された。
2025年、栃木シティがJ3に上がり迎えた3月30日に行われた栃木SCとの栃木ダービーで途中出場で終了間際に自身、Jリーグで8年ぶりとなるゴールを決めた。

## 所属クラブ
ユース経歴
- 碧山サッカークラブ
- 横河武蔵野FCジュニア
- 横河武蔵野FCジュニアユース
- 横河武蔵野FCユース
- 東京農業大学(地域環境科学部)

プロ経歴
- 2017年5月 - 2018年 ザスパクサツ群馬
- 2019年 東京ユナイテッドFC
- 2020年 - 栃木シティFC

## 個人成績
| 国内大会個人成績 | 国内大会個人成績 | 国内大会個人成績 | 国内大会個人成績 | 国内大会個人成績 | 国内大会個人成績 | 国内大会個人成績 | 国内大会個人成績 | 国内大会個人成績 | 国内大会個人成績 | 国内大会個人成績 | 国内大会個人成績 |
| 年度             | クラブ           | 背番号           | リーグ           | リーグ戦         | リーグ戦         | リーグ杯         | リーグ杯         | オープン杯       | オープン杯       | 期間通算         | 期間通算         |
| 年度             | クラブ           | 背番号           | リーグ           | 出場             | 得点             | 出場             | 得点             | 出場             | 得点             | 出場             | 得点             |
| 日本             | 日本             | 日本             | 日本             | リーグ戦         | リーグ戦         | リーグ杯         | リーグ杯         | 天皇杯           | 天皇杯           | 期間通算         | 期間通算         |
| ---------------- | ---------------- | ---------------- | ---------------- | ---------------- | ---------------- | ---------------- | ---------------- | ---------------- | ---------------- | ---------------- | ---------------- |
| 2017             | 群馬             | 28               | J2               | 36               | 1                | -                | -                | 2                | 0                | 38               | 1                |
| 2018             | 群馬             | 11               | J3               | 15               | 0                | -                | -                | 2                | 1                | 17               | 1                |
| 2019             | 東京U            | 23               | 関東1部          | 18               | 3                | -                | -                | -                | -                | 18               | 3                |
| 2020             | 栃木C            | 13               | 関東1部          | 9                | 4                | -                | -                | 1                | 0                | 10               | 4                |
| 2021             | 栃木C            | 10               | 関東1部          | 22               | 6                | -                | -                | 1                | 0                | 23               | 6                |
| 2022             | 栃木C            | 10               | 関東1部          | 18               | 4                | -                | -                | -                | -                | 18               | 4                |
| 2023             | 栃木C            | 10               | 関東1部          | 18               | 2                | -                | -                | 2                | 0                | 20               | 2                |
| 2024             | 栃木C            | 10               | JFL              | 26               | 4                | -                | -                | 2                | 0                | 28               | 4                |
| 2025             | 栃木C            | 10               | J3               |                  |                  |                  |                  |                  |                  |                  |                  |
| 通算             | 日本             | 日本             | J2               | 36               | 1                | -                | -                | 2                | 0                | 38               | 1                |
| 通算             | 日本             | 日本             | J3               | 15               | 0                | -                | -                | 2                | 1                | 17               | 1                |
| 通算             | 日本             | 日本             | JFL              | 26               | 4                | -                | -                | 2                | 0                | 28               | 4                |
| 通算             | 日本             | 日本             | 関東1部          | 85               | 19               | -                | -                | 4                | 0                | 89               | 19               |
| 総通算           | 総通算           | 総通算           | 総通算           | 162              | 24               | -                | -                | 10               | 1                | 172              | 25               |

その他の公式戦
- 2019年
  - 第55回全国社会人サッカー選手権大会：1試合0得点
- 2020年
  - 全国地域サッカーチャンピオンズリーグ2020：6試合1得点
- 2022年
  - 第58回全国社会人サッカー選手権大会：3試合0得点
  - 全国地域サッカーチャンピオンズリーグ2022：6試合0得点
- 2023年
  - 第59回全国社会人サッカー選手権大会：1試合0得点
  - 全国地域サッカーチャンピオンズリーグ2023：5試合0得点

出場歴
- Jリーグ初出場 - 2017年2月26日 J2第1節 V・ファーレン長崎戦（トランスコスモススタジアム長崎）
- Jリーグ初得点 - 2017年8月16日 J2第28節 レノファ山口FC戦（維新百年記念公園陸上競技場）

## タイトル

### 個人
- 関東大学サッカーリーグ戦2部ベストイレブン[10]（2016年）